# Charles Taylor (Liberia)
Pour les articles homonymes, voir Taylor et Charles Taylor.
Charles Ghankay Taylor, né le 28 janvier 1948 à Arthington au Liberia, est un criminel, homme d'État libérien, président de la République du 2 août 1997 au 11 août 2003.
Diplômé en économie de l'université Bentley aux États-Unis en 1977, Taylor revient au Liberia afin de travailler dans le gouvernement du président Samuel Doe. En 1983, il est renvoyé pour détournement de fonds et s'enfuit aux États-Unis, où il est arrêté et emprisonné. En 1985, il s'évade de prison et se rend en Libye où il est formé en tant que guérillero par Mouammar Kadhafi. En 1989, il incite à la première guerre civile libérienne en envahissant le pays en tant que chef d'un groupe rebelle, le Front patriotique national du Liberia (NPFL). Devenant ainsi l'un des acteurs principaux de la guerre et l'un des seigneurs de guerre les plus éminents d'Afrique,  il est reconnu pour avoir commis des atrocités généralisées en même temps que les seigneurs de guerre rivaux tels que le United Liberation Movement of Liberia for Democracy (ULIMO). Après la négociation d'un accord de paix qui a mis fin à la guerre, il est élu président du Liberia en 1997 en tant que membre du Parti national patriotique (NPP).
Au cours de sa présidence, il est impliqué dans des crimes de guerre en raison de son soutien aux rebelles du Front révolutionnaire uni (RUF) lors de la guerre civile sierra-léonaise. En matière domestique, il tente de consolider son pouvoir à travers des moyens dictatoriaux, notamment par le biais d'une tentative d'assassinat de Roosevelt Johnson, un ancien commandant de l'ULIMO. La deuxième guerre civile libérienne éclate en 1998, au cours de laquelle les rebelles des Libériens unis pour la réconciliation et la démocratie (LURD) et du Mouvement pour la démocratie au Liberia (MODEL) tentent de le renverser. Ayant  subi une perte de territoire importante, il quitte le pouvoir en 2003, partant en exil au Nigéria.
En raison de son implication dans la guerre civile sierra-léonaise, le Tribunal spécial pour la Sierra Leone le condamne en 2012 à 50 ans d’emprisonnement pour crimes contre l'humanité et crimes de guerre.

## Biographie

### Contexte
Créé en 1816, le Liberia est un pays constitué par des esclaves libérés et rapatriés du continent américain. Les descendants d'esclaves représentent seulement 5 % de la population totale, mais ont pratiquement toujours été au pouvoir depuis l'indépendance du pays en 1847.

### Formation
Taylor est né le 28 janvier 1948 d'un père américano-libérien et d’une mère autochtone. À 24 ans, Taylor quitte le Libéria pour travailler et étudier aux États-Unis et, en 1977, il est diplômé en économie du Bentley College dans le Massachusetts.
Durant ses études, Taylor développe un intérêt pour la politique et décide de joindre l'Union of Liberian Associations (ULA) dont il devient président national. Ce groupe dénonce le régime du président libérien de l'époque, William Tolbert. Peu de temps après, ce dernier est assassiné, victime d'un coup d'État de Samuel Doe. Doe devient président, nomme Taylor conseiller et lui confie les services généraux du gouvernement. Après avoir détourné 900 000 $ en trois ans, Taylor perd son poste et fuit aux États-Unis.

### Guerre civile
Arrêté puis emprisonné, il réussit à s'enfuir et se réfugie aux États-Unis, puis en Libye en 1985 où il se forme aux techniques de guérilla, avant de rejoindre la Côte-d'Ivoire afin de préparer une rébellion contre Samuel Doe. Il crée le Front patriotique national du Libéria (National Patriotic Front of Liberia - NPFL).
En décembre 1989, il lance l'insurrection contre le régime de Doe. Les rebelles sont d'abord considérés comme des libérateurs par la population, le régime de Doe étant particulièrement impopulaire. Rapidement, Taylor contrôle une grande partie du pays, mais un éclatement au sein du NPLF ralentit sa conquête. De fait, un de ses principaux lieutenants, Prince Johnson, se dissocie de son leader et fonde avec près de 1 000 hommes l'INPLF (Independent National Patriotic Front of Liberia). En septembre 1990, Prince Johnson et ses troupes prennent le contrôle de la capitale Monrovia et assassinent Samuel Doe. Les troupes de Taylor et Johnson s'affrontent et la guerre civile prend toute son ampleur pendant les sept années qui suivent. Pendant cette période, un régime de transition est mis en place, présidé d'abord par Amos Sawyer puis par un Conseil d'État.

### Présidence
Le 19 juillet 1997, des élections législatives et présidentielle sont organisées et Taylor est élu avec 75 % des voix face à Ellen Johnson-Sirleaf. Le scrutin est jugé juste par les observateurs internationaux, mais des doutes persistent quant à sa validité.
Pendant son règne à la tête de l'État, Taylor continue de combattre tous ceux qui s'opposent à son pouvoir. La répression contre l'opposition fait 150 000 morts jusqu'en 1995. Par ailleurs, il suspend les libertés individuelles dans son pays et centralise le pouvoir entre ses mains en instaurant un véritable régime autoritaire. Petit à petit, la résistance au règne de Taylor prend forme. Les troupes de Taylor subissent dans un premier temps les offensives du groupe des Libériens unis pour la réconciliation et la démocratie (LURD), mouvement soutenu par les États-Unis et par le régime guinéen frontalier, puis par la suite, les offensives du Mouvement pour la démocratie au Liberia (MODEL), groupe constitué principalement de membres de l'ethnie de Samuel Doe, le prédécesseur de Taylor.
Parallèlement, sur le plan international, Taylor est de plus en plus isolé, malgré la dépense d'au moins 2,6 millions de dollars afin de redorer son image aux États-Unis, via des lobbyistes tels Lester Hyman (en), qui a arrangé un rendez-vous entre sa femme et Hillary Clinton, ou le télévangéliste Pat Robertson, qui obtint en échange une concession sur une mine d'or, ou encore le général Robert Yerks.
Il s'est vu imposer des sanctions par le Conseil de sécurité des Nations unies tel un embargo sur les exportations de diamants de la guerre et de bois et l'interdiction de voyager pour lui et son équipe présidentielle. Taylor fait face à d'énormes pressions de toutes parts pour quitter le pays. Des responsables de la Communauté économique des États de l'Afrique de l'Ouest (CEDEAO) se sont même rendus au Liberia pour demander à Taylor de quitter le pouvoir afin de mettre fin au conflit.
Poussé dans ses retranchements, Charles Taylor quitte le pouvoir en août 2003 pour un exil au Nigéria.

### Conflit en Sierra Leone
Charles Taylor débute également un trafic d'armes avec le pays voisin, la Sierra Leone, qu'il échange contre des diamants (voir Diamants de conflits).
Charles Taylor a parrainé le Front révolutionnaire uni (RUF) sierra-léonais de Foday Sankoh et Sam Bockarie, mouvement rebelle qui fait preuve de violence extrême. À ce titre, il est accusé et condamné pour crimes contre l'humanité pour extermination, assassinats, viols, esclavage sexuel, et conscription d'enfants soldats.

### Poursuites pour crimes contre l'humanité
- Charles Taylor est inculpé de crimes contre l'humanité, crimes de guerre et autres violations du droit international humanitaire par le Tribunal spécial pour la Sierra Leone (ou CSSL Cour Spéciale pour la Sierra Leone). Bien que Taylor ait bénéficié de longues années du soutien financier de Mouammar Khadafi, ce dernier n'est à aucun moment cité dans l'instruction. Selon Noam Chomsky, cet apparent manque dans le dossier d'accusation s'explique par l'importance des intérêts économiques occidentaux en Libye, particulièrement ceux des entreprises britanniques[3].

- Il doit répondre de onze chefs d'inculpation de crimes de guerre et crimes contre l'humanité. Il est accusé d'avoir soutenu le Front révolutionnaire uni (RUF) et le Conseil des forces armées révolutionnaires (AFRC), deux groupes révolutionnaires sierra-léonais. Il est, selon l'accusation, la figure centrale des guerres civiles qui ont ravagé le Liberia et la Sierra Leone entre 1989 et 2003 et fait près de 400 000 morts. Des milliers de personnes ont été amputées, violées et réduites en esclavage sexuel durant ce conflit largement financé par le trafic des « diamants du sang » (« Blood diamonds »).

- 29 mars 2006 : Charles Taylor est arrêté au Nigeria et extradé vers la Sierra Leone pour y subir son procès par la Cour spéciale pour la Sierra Leone (CSSL). Pour des raisons de sécurité, la CSSL a demandé, le 31 mars 2006, le dépaysement du procès à La Haye, capitale de la justice internationale. L'arrestation de Charles Taylor a été rendue possible grâce à l'élection d'Ellen Johnson Sirleaf à Monrovia et à l'espoir de stabilisation du pays. Les puissances occidentales et les dirigeants d'Afrique de l'Ouest ont finalement lâché celui qu'ils avaient exilé au Nigeria après lui avoir promis l'impunité en échange de son départ de la présidence et de sa non-intervention dans les affaires libériennes.

- 7 avril 2006 : Les membres du Conseil de sécurité des Nations unies se sont mis d'accord sur un transfert à La Haye, Pays-Bas, du procès de Charles Taylor qui comparaît devant le Tribunal spécial pour la Sierra Leone (TSSL).

- 4 juin 2007 : Ouverture du procès de Charles Taylor à La Haye, Pays-Bas. Le procès se tient dans une chambre du Tribunal spécial pour la Sierra Leone (TSSL) délocalisée de Freetown à La Haye, dans les bâtiments de la Cour pénale internationale (CPI), à la demande des autorités libériennes, qui ont invoqué des raisons de sécurité. Il a décidé de plaider non coupable mais refuse de comparaître[4].

Dans une lettre lue par son avocat Karim Khan, Charles Taylor écrit qu'il en est « arrivé à la conclusion qu'[il] ne bénéficiera pas d'un procès équitable devant le Tribunal spécial » et qu'il refuse donc de comparaître à ce qu'il nomme une comédie « injuste pour le peuple du Liberia et pour le peuple de Sierra Leone ». L'Union européenne a promulgué plusieurs règlements sanctionnant des proches de Taylor, en accord avec la décision du Comité des sanctions du Conseil de sécurité de l'ONU imposant le gel des avoirs de certaines personnes.
Le 26 avril 2012, le Tribunal spécial pour la Sierra Leone le reconnaît coupable de crimes contre l'humanité et de crimes de guerre. Il devient le premier ex-chef d'État à être condamné pour crimes contre l'humanité et crime de guerre depuis le procès de Nuremberg. Le 30 mai 2012, le Tribunal Spécial pour la Sierra Leone le condamne à une peine de 50 ans de prison.
Cette condamnation est confirmée en appel le 26 septembre 2013, faisant de Charles Taylor le premier ex-chef d'État à être définitivement condamné par un tribunal international depuis la Seconde Guerre mondiale. Comme prévu dans un accord confidentiel conclu en 2007, il purge sa peine dans une prison britannique.
D'après certains témoignages, dont celui de Prince Johnson, des hommes de Charles Taylor auraient été impliqués en 1987 dans l'assassinat du président burkinabé Thomas Sankara à la demande de Blaise Compaoré, qui une fois au pouvoir a soutenu la rébellion libérienne. L’enquête menée à partir de 2015 afin d'éclaircir les circonstances de cet assassinat semble toutefois écarter cette hypothèse, bien que des doutes perdurent.

## Vie privée
Entre 1997 et 2006, il est marié à Jewel Taylor.

## Annexe

### Cinématographie
- Le film Lord of War évoque un chef de guerre ressemblant fort à Charles Taylor qui prend le pouvoir en 1989 au Liberia.
- Le film Blood Diamond a pour thème ce drame.

### Livres
- Allah n'est pas obligé (Seuil, 2000) de l'écrivain francophone Ahmadou Kourouma (1927-2003), originaire de Côte-d'Ivoire, raconte les années de guerre civile au Liberia et Sierra Leone par la voix d'un enfant soldat. Ce roman a remporté le prix Renaudot 2000.
- Le livre American Darling de Russell Banks qui décrit ces années sombres de guerre civile au Liberia à travers le destin romancé d'une américaine expatriée et mariée à l'un des membres du gouvernement libérien. Elle s'occupe d'un sanctuaire pour protéger et sauvegarder des chimpanzés.
- La nouvelle L'arbre Yama de J.M.G. Le Clézio (in Histoire du pied et autres fantaisies, Paris, Gallimard, 2011) a les années de guerre civile au Liberia en toile de fond.
- Le roman Salone, de Laurent Bonnet, évoque l'influence de C. Taylor en Sierra Leone, ainsi que les enjeux du TSSL (Vents d'Ailleurs 2012)

### Émission
- Émission sur France Culture du 21 novembre 2007 Sur les docks, Charles Taylor seigneur de la guerre, avec A. Bourgi, W. Bourdon, P. Robert, J-P Mari, S. Smith, P. de Saint-Exupéry, A. Glaser, P. Hirtz, E. Morris, Moustapha B. Sow par A. Héraud